# Paolo Maddalena
Paolo Maddalena (né à Naples le 27 mars 1936) est un magistrat et universitaire italien, juge à la Cour constitutionnelle de la République italienne de 2002 à 2011.

## Biographie

### Carrière académique
Après avoir obtenu son diplôme en 1958, Paolo Maddalena a commencé une activité universitaire dans le domaine du droit romain, en tant qu'assistant du juriste Antonio Guarino. Maître de conférences libre dans les institutions de droit romain depuis 1971, après son entrée dans la magistrature, Maddalena a réorienté son intérêt vers le droit administratif et constitutionnel.
Après avoir enseigné pendant quelques années à l'Université de Pavie, parallèlement à une carrière de magistrat, de 1991 à 1998, il a enseigné le droit communautaire européen du patrimoine culturel et environnemental à l'Université de la Tuscia et a publié des écrits dans les organes institutionnels et juridiques de l'Union européenne.

### Carrière juridique
Paolo Maddalena a rejoint le pouvoir judiciaire de la Cour des comptes en 1971. Depuis 1995, il a été procureur régional du Latium. Il a fait partie du groupe Écologie et Territoire mis en place à la Cour suprême de cassation et a été chef de cabinet du ministre de l'Éducation publique Gerardo Bianco et chef du bureau législatif au ministère de l'Environnement .

#### Juge constitutionnel
Le 17 juillet 2002, Paolo Maddalena a été élu à la Cour constitutionnelle et a pris ses fonctions après avoir prêté serment le 30 juillet. Le 10 décembre 2010, il a été nommé vice-président de la Cour par le président nouvellement élu Ugo De Siervo (it), poste dans lequel il est reconfirmé le 6 juin 2011 par le président nouvellement élu Alfonso Quaranta (it). Son mandat a pris fin le 30 juillet 2011.

### Carrière ultérieure
Le 1er avril 2014, Paolo Maddalena a été nommé expert libre par le maire de Messine Renato Accorinti. En 2016, il a exprimé des positions proches du mouvement No Cav, prenant parti pour la protection des Alpes Apuanes.
Le 16 janvier 2022, il est désigné par 40 parlementaires majoritairement extérieurs au Mouvement 5 étoiles comme candidat à l'élection présidentielle italienne de 2022,.

## Publications
- (it) Gli incrementi fluviali nella visione giurisprudenziale classica, Naples, Iovene, 1968.
- (it) Responsabilità amministrativa, danno pubblico e tutela dell'ambiente, Rimini, Maggioli, 1985.
- (it) Danno pubblico ambientale, Rimini, Maggioli, 1990.
- (it) Il territorio bene comune degli italiani. Proprietà collettiva, proprietà privata e interesse pubblico, Rome, Donzelli, 2014.
- (it) Gli inganni della finanza. Come svelarli, come difendersene, Rome, Donizelli, 2016.

## Distinction
- :Chevalier grand-croix de l'ordre du Mérite de la République italienne le 20 septembre 2002[5].